# Evolutionaire ontwikkelingsbiologie

Hox-genen reguleren de embryonale ontwikkeling van het dierlijke lichaam. Deze genen zijn sterk geconserveerd in de evolutie en bepalen in grote lijnen het algemeen lichaamsplan van zeer verschillende dieren, zoals vliegen en gewervelden.

De evolutionaire ontwikkelingsbiologie, informeel ook wel evo-devo genoemd, is een onderzoeksveld in de biologie waarin men onderzoekt hoe de ontwikkelingsmechanismen van verschillende levende wezens in de loop van de evolutie zijn ontstaan. Evo-devo bestudeert de genetische en moleculaire regels die ten grondslag liggen aan de ontwikkeling van het lichaamsplan – de organen en andere morfologische structuren waaruit een levend wezen is opgebouwd.
Het vakgebied vindt zijn oorsprong in de 19e eeuw, toen embryologen tegen een groot mysterie aanliepen: hoe de embryonale ontwikkeling op moleculair niveau wordt aangestuurd. Charles Darwin zag al in dat de gelijkenissen tussen embryo's op een gemeenschappelijke voorouder wijzen, maar tot de jaren 1970 werd weinig vooruitgang geboekt. Met de opkomst van de moleculaire genetica begonnen onderzoekers genen en DNA in verband te brengen met embryonale processen. Een belangrijke vroege ontdekking betrof homeotische genen, die de ontwikkeling van bijna alle eukaryoten, althans in globale lijnen, orkestreren.
Evo-devo kent een aantal belangrijke kernconcepten. Eén daarvan is deep homology, het inzicht dat ongelijksoortige organen, zoals de ogen van insecten, gewervelden en weekdieren – waarvan lang werd gedacht dat ze onafhankelijk geëvolueerd zijn – door dezelfde genetische mechanismen worden aangestuurd. Deze genen zijn zeer sterk geconserveerd in de evolutie, zelfs tussen fyla. Vaak coderen dergelijke genen voor transcriptiefactoren of eiwitten in signaaltransductieroutes. Men zegt dat zulke genen deel uitmaken van een 'toolkit', de gereedschapskist van de ontwikkelingsbiologie, omdat ze in verschillende situaties gebruikt worden. De toolkit-genen zijn zelf dus nauwelijks veranderd in de evolutie, maar ze zijn in verschillende soorten voor totaal andere doeleinden gecoöpteerd.